# Stazione meteorologica di Contursi Terme
La stazione meteorologica di Contursi Terme è la stazione meteorologica di riferimento relativa alla località di Contursi Terme.

## Coordinate geografiche
La stazione meteo si trova nell'Italia meridionale, in Campania, in provincia di Salerno, nel comune di Contursi Terme, a 200 metri s.l.m. e alle coordinate geografiche 40°39′N 15°14′E.

## Dati climatologici
In base alla media trentennale di riferimento 1961-1990, la temperatura media del mese più freddo, gennaio, si attesta a +6,9 °C; quella del mese più caldo, luglio, è di +24,5 °C  .
| Contursi Terme     | Mesi | Mesi | Mesi | Mesi | Mesi | Mesi | Mesi | Mesi | Mesi | Mesi | Mesi | Mesi | Stagioni | Stagioni | Stagioni | Stagioni | Anno |
| Contursi Terme     | Gen  | Feb  | Mar  | Apr  | Mag  | Giu  | Lug  | Ago  | Set  | Ott  | Nov  | Dic  | Inv      | Pri      | Est      | Aut      | Anno |
| ------------------ | ---- | ---- | ---- | ---- | ---- | ---- | ---- | ---- | ---- | ---- | ---- | ---- | -------- | -------- | -------- | -------- | ---- |
| T. max. media (°C) | 9,9  | 10,6 | 13,9 | 17,6 | 22,0 | 26,4 | 29,8 | 30,0 | 26,1 | 20,8 | 14,2 | 13,2 | 11,2     | 17,8     | 28,7     | 20,4     | 19,5 |
| T. min. media (°C) | 3,9  | 4,4  | 6,2  | 9,1  | 12,5 | 16,6 | 19,2 | 18,9 | 16,1 | 12,3 | 7,8  | 6,1  | 4,8      | 9,3      | 18,2     | 12,1     | 11,1 |